# Adahisa Peña
Adahisa Peña Arteaga (sinh ngày 6 tháng 8 năm 1984) là một người giữ danh hiệu cuộc thi, sinh ra ở Valencia, Venezuela. Cô được đại diện cho bang Apure trong cuộc thi Hoa hậu Venezuela 2008, vào ngày 10 tháng 9 năm 2008 và giành giải Miss Congeniality.